# Velika Pirešica
Velika Pirešica – wieś w Słowenii, w gminie Žalec. W 2018 roku liczyła 495 mieszkańców.